# Barbara Ratyńska

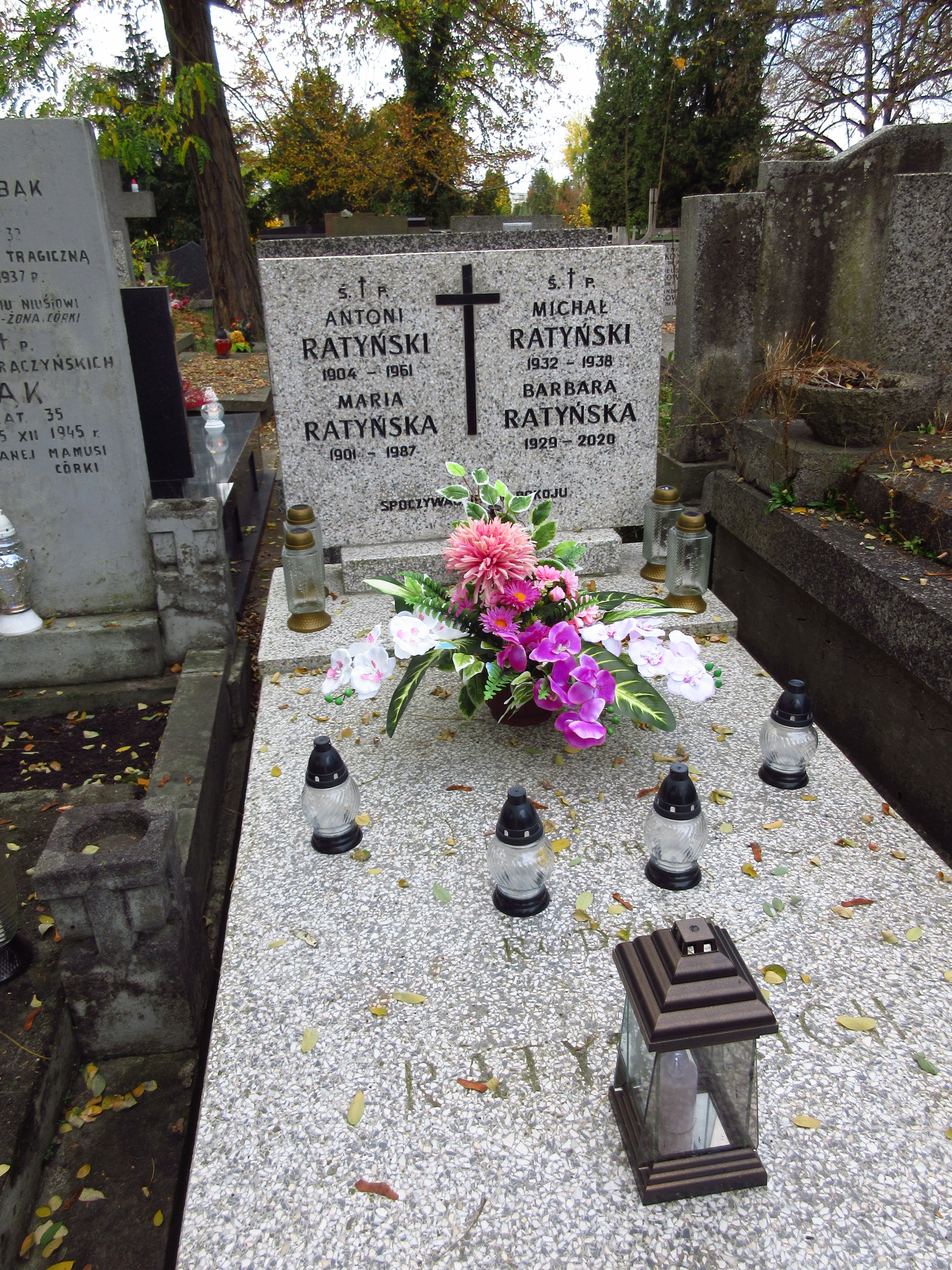
Grób profesor Barbary Ratyńskiej na Cmentarzu Bródnowskim.

Barbara Ratyńska (też: Ratyńska-Drzewińska; ur. 1930, zm. 26 stycznia 2020) – polska doktor habilitowana nauk historycznych, specjalizująca się w historii najnowszej i gospodarczej. Pracowała na stanowisku docenta (kwatera 54C-1-30).